# 127 Johanna
127 Johanna este un asteroid din centura principală, descoperit pe 5 noiembrie 1872, de Prosper Henry.